# Siły Londona
Siły dyspersyjne Londona (LDF z ang. London Dispersion Forces) − rodzaj sił międzycząsteczkowych (sił van der Waalsa) typu dipol indukowany–dipol indukowany, występujących między cząsteczkami każdego rodzaju. Są to słabe siły wiążące atomy i cząsteczki, mające szczególne znaczenie dla związków niepolarnych i nieposiadających trwałego momentu dipolowego (jak np. H2, Cl2 i CH4) oraz w gazach szlachetnych. Nazwa pochodzi od nazwiska niemiecko-amerykańskiego fizyka Fritza Londona, który w 1930 roku podał pierwsze wyjaśnienie oddziaływań pomiędzy atomami gazu szlachetnego. Zastosował on teorię kwantowo-mechaniczną bazującą na teorii perturbacji. Dokładne obliczenie energii oddziaływań dyspersyjnych jest skomplikowane, dlatego oblicza się ją w przybliżeniu korzystając ze wzoru Londona.

## Powstawanie

Szybka zmiana momentu dipolowego cząsteczki powstająca w wyniku wirowania chmury elektronowej

Chmura elektronowa np. dla atomów gazów szlachetnych jest symetryczna, z równomiernym rozkładem gęstości elektronowej, jedynie przy uśrednieniu w pewnym przedziale czasu. Natomiast chwilowo rozkład ładunku wokół jądra ulega przypadkowym fluktuacjom, co można wyobrazić sobie jako momenty, gdy większość elektronów znajduje się po jednej stronie atomu. Powoduje to powstawanie chwilowych momentów dipolowych, które mogą indukować chwilowy moment dipolowy w sąsiednich atomach lub cząsteczkach, generując chwilowe siły przyciągające.
Oddziaływania pomiędzy tymi chwilowymi dipolami, mimo że są bardzo słabe, są obserwowane i mają swoje konsekwencje we właściwościach fizykochemicznych atomów i cząsteczek. Energię dyspersji, czyli oddziaływań pomiędzy dipolami chwilowymi, można obliczyć metodami mechaniki kwantowej.

## Przejawy

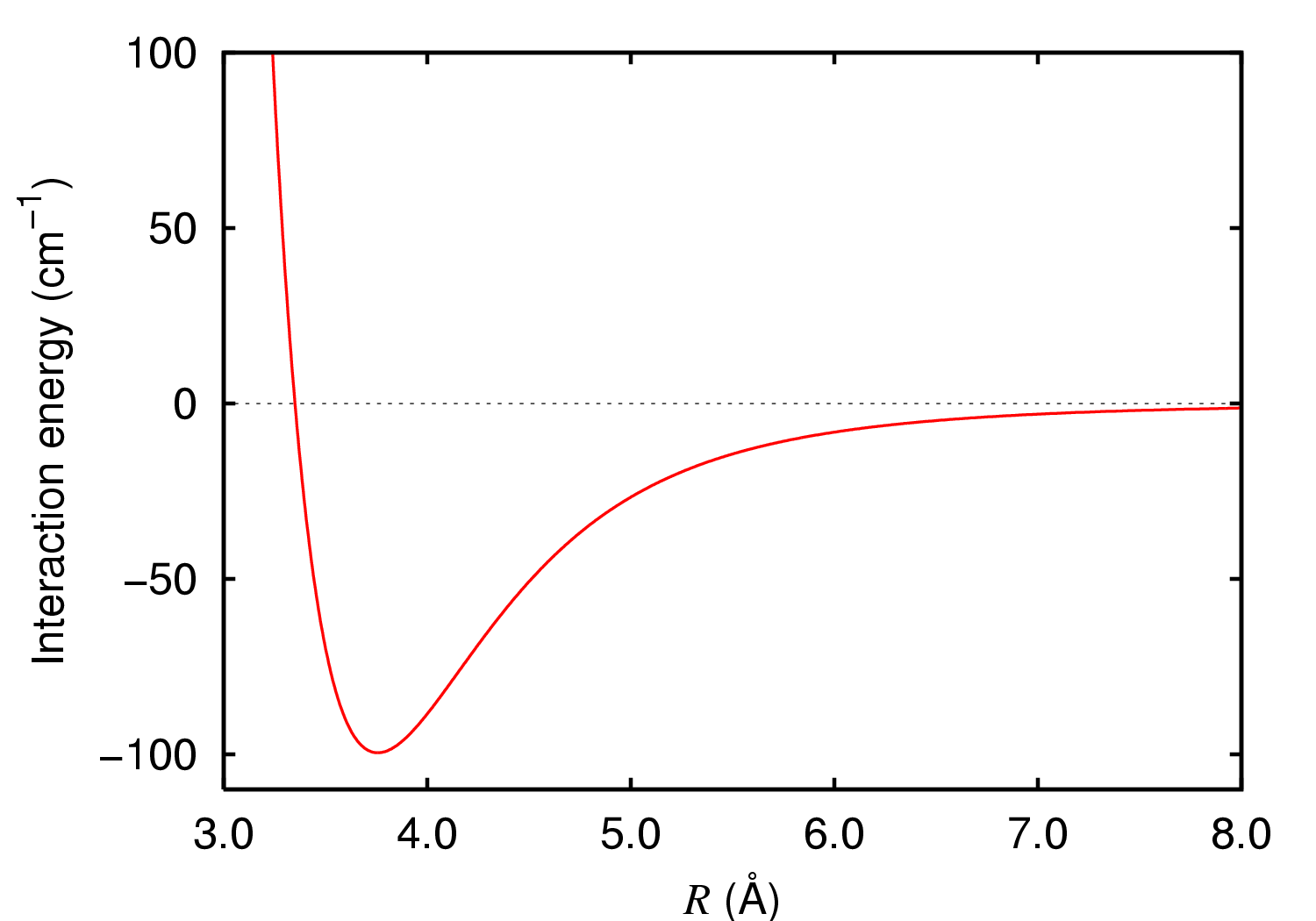
Wykres energii oddziaływania dimeru argonu, ukazujący wpływ sił Londona

### Gazy szlachetne
Obecność sił Londona ma wpływ na temperaturę wrzenia i topnienia gazów szlachetnych. Helowce posiadają oktet elektronowy na powłoce walencyjnej, w wyniku czego są niereaktywne (szlachetne). Jednak w bardzo niskiej temperaturze możliwe jest ich skroplenie oraz zestalenie zwykle nawet pod ciśnieniem normalnym. Dowodzi to istnienie słabych oddziaływań przyciągających pomiędzy atomami helowców.

### Cząsteczki dwuatomowe
Pierwiastki: wodór, azot i tlen tworzą cząsteczki dwuatomowe odpowiednio: H2, N2 i O2. Wszystkie te pierwiastki są gazami w warunkach naturalnych, jednak w odpowiednio niskiej temperaturze mogą występować jako ciecze oraz ciała stałe.

### Węglowodory
Siły Londona mają wpływ na temperaturę topnienia i wrzenia węglowodorów, a tym samym na ich stan skupienia. Np. w warunkach normalnych alkany od metanu do butanu (C1–C4) są gazami, od pentanu do heptadekanu (C5–C17) są cieczami, a oktadekan i dłuższe (C18+) są ciałami stałymi.

## Czynniki wpływające na siły Londona

### Liczba elektronów
Oddziaływania Londona zależą od liczby elektronów atomu lub cząsteczki. Temperatury topnienia oraz wrzenia poszczególnych gazów szlachetnych rosną wraz ze wzrostem liczby atomowej, czyli liczby protonów w jądrze i elektronów wokół jądra. Większa chmura elektronowa, jak i większy dodatni ładunek jądra pozwalają uzyskać większy chwilowy moment dipolowy.
| Pierwiastek Liczba elektronów | Hel 2 | Neon 10 | Argon 18 | Krypton 36 | Ksenon 54 | Radon 86 |
| Temperatura topnienia [K]     | –*    | 24,56   | 83,80    | 115,80     | 161,40    | 202      |
| Temperatura wrzenia [K]       | 4,22  | 27,07   | 87,30    | 119,93     | 165,1     | 211,30   |

*Nie ulega zestaleniu pod ciśnieniem standardowym
Podobna zależność liczby elektronów na temperatury topnienia i temperatury wrzenia, wynikająca z oddziaływań Londona, obserwowana jest również dla dwuatomowych cząsteczek pierwiastków 17 grupy układu okresowego. Wzrost liczby protonów w jądrze i elektronów w przestrzeni pozajądrowej w cząsteczkach fluorowców (w dół grupy) powoduje zróżnicowanie właściwości fizycznych tych pierwiastków. W warunkach normalnych fluor i chlor są gazami, brom jest cieczą a jod i astat ciałami stałymi.
| Pierwiastek Liczba elektronów | fluor 9 | chlor 17 | brom 35 | jod 53      | astat 85    |
| Temperatura topnienia [K]     | 53,53   | 171,6    | 265,8   | 396,85      | 575         |
| Temperatura wrzenia [K]       | 85,03   | 239,11   | 332,0   | 457,4       | 610         |
| Stan skupienia                | gaz     | gaz      | ciecz   | ciało stałe | ciało stałe |

### Kształt cząsteczki
Kształt cząsteczki ma duży wpływ na siłę oddziaływań Londona. Chwilowe momenty dipolowe w cząsteczkach o kształcie liniowym (podłużnym) mogą znajdować się bliżej siebie, przez co oddziaływania te są silniejsze. W cząsteczkach sferycznych oddziaływania momentów dipolowych są słabsze niż w liniowych ze względu na większe odległości. 

Kształt cząsteczki wpływa na oddziaływania pomiędzy chwilowymi momentami dipolowymi
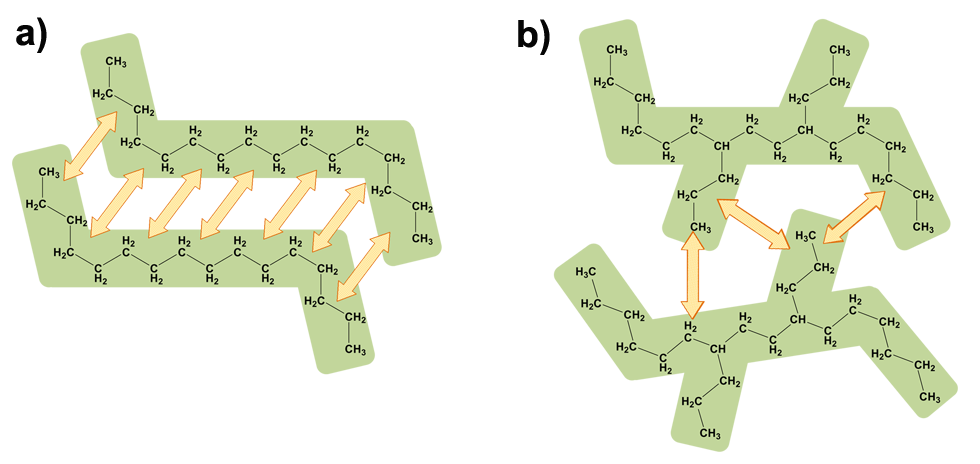
Siły Londona w alkanach: a) łańcuchowym, b) rozgałęzionym

Dla przykładu dwa izomery o wzorze C5H12: n-pentan i 2,2-dimetylopropan (neo−pentan) mają jednakową liczbę elektronów w całej cząsteczce. Można by oczekiwać, że związki te będą wrzały przy identycznej temperaturze. Jednak ich temperatury wrzenia różnią się o 26 °C tj. temperatura wrzenia n-pentanu wynosi 36 °C, a 2,2-dimetylopropanu 10 °C. Cząsteczki liniowe, nierozgałęzione mogą dokładniej przylegać do siebie zapewniając silniejsze oddziaływania chwilowych momentów dipolowych. Cząsteczki sferyczne mogą stykać się tylko w niektórych miejscach.

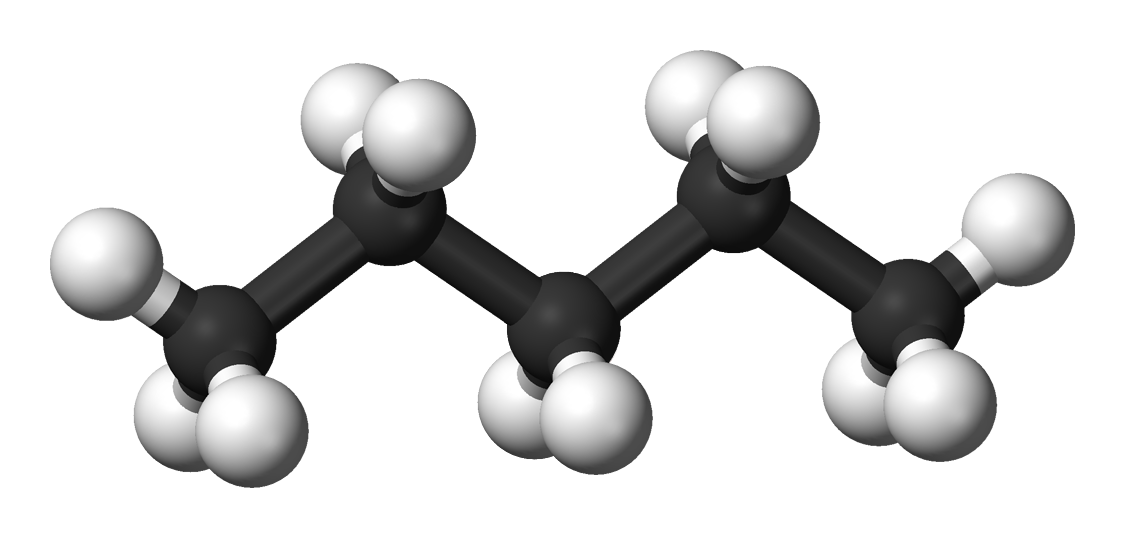
n-pentan
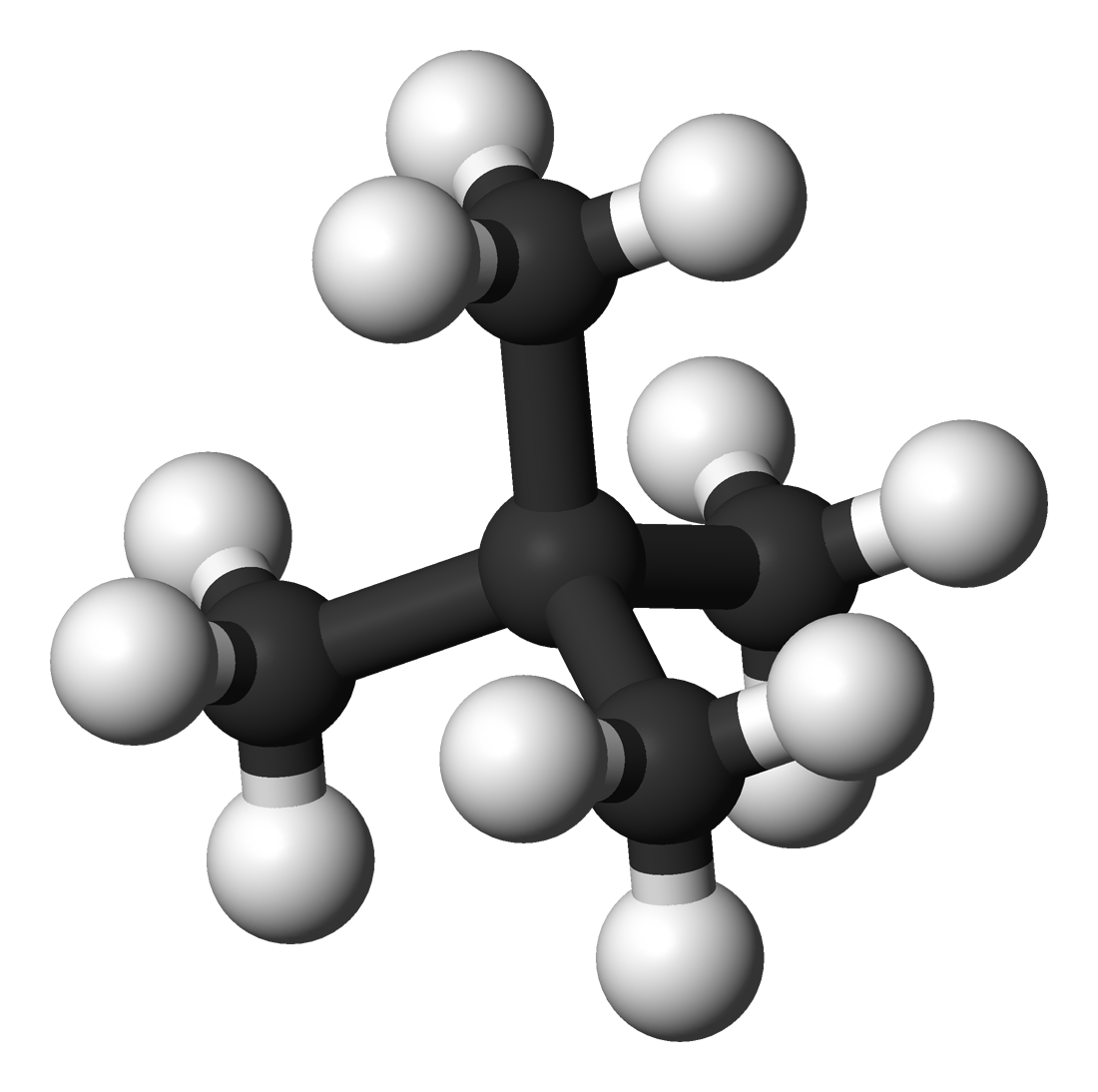
neo-pentan

## Porównanie siły oddziaływań
Spośród trzech typów dipolowych sił międzycząsteczkowych – orientacji dipolów stałych, indukcji oraz dyspersji, oddziaływania dyspersyjne są zwykle dominujące, z wyjątkiem cząsteczek małych i silnie polarnych (np. wody). Tabela poniżej przedstawia wkład dyspersji do całkowitej energii oddziaływania pomiędzy wybranymi parami cząsteczek.
| Para molekuł   | % całkowitej energii oddziaływania |
| -------------- | ---------------------------------- |
| Ne····Ne       | 100                                |
| CH4····CH4     | 100                                |
| HCl····HCl     | 86                                 |
| HBr····HBr     | 96                                 |
| HI····HI       | 99                                 |
| CH3Cl····CH3Cl | 68                                 |
| NH3····NH3     | 57                                 |
| H2O····H2O     | 24                                 |
| HCl····HI      | 96                                 |
| H2O····CH4     | 87                                 |

gdzie „····” symbolizuje oddziaływania dyspersyjne.